# Agustín Cardozo
Agustín Cardozo (30 maggio 1997) è un calciatore argentino, centrocampista del Lanús.

## Carriera
Ha esordito nella massima serie argentina con il Tigre nella stagione 2016-2017.

## Statistiche

### Presenze e reti nei club
Statistiche aggiornate al 14 maggio 2025.
| Stagione        | Squadra         | Campionato      | Campionato | Campionato | Coppe nazionali | Coppe nazionali | Coppe nazionali | Coppe continentali | Coppe continentali | Coppe continentali | Altre coppe | Altre coppe | Altre coppe | Totale | Totale |
| Stagione        | Squadra         | Comp            | Pres       | Reti       | Comp            | Pres            | Reti            | Comp               | Pres               | Reti               | Comp        | Pres        | Reti        | Pres   | Reti   |
| --------------- | --------------- | --------------- | ---------- | ---------- | --------------- | --------------- | --------------- | ------------------ | ------------------ | ------------------ | ----------- | ----------- | ----------- | ------ | ------ |
| 2016-2017       | Tigre           | PD              | 17         | 2          | CA              | 1               | 0               | -                  | -                  | -                  | -           | -           | -           | 18     | 2      |
| 2017-gen. 2018  | Santamarina     | PBN             | 10         | 0          | -               | -               | -               | -                  | -                  | -                  | -           | -           | -           | 10     | 0      |
| gen.-giu. 2018  | Tigre           | PD              | 4          | 0          | CA              | 0               | 0               | -                  | -                  | -                  | -           | -           | -           | 4      | 0      |
| 2018-gen. 2019  | Istria 1961     | 1.HNL           | 13         | 0          | CC              | 1               | 0               | -                  | -                  | -                  | -           | -           | -           | 14     | 0      |
| gen.-giu. 2019  | Tigre           | PD              | 3          | 0          | CA+CdS          | 1+7             | 0               | -                  | -                  | -                  | TdC         | 1           | 0           | 12     | 0      |
| 2019-2020       | Tigre           | PBN             | 8          | 1          | CA              | 0               | 0               | CL                 | 1                  | 0                  | -           | -           | -           | 9      | 1      |
| 2020            | Tigre           | PBN             | 4          | 0          | CA              | 0               | 0               | CL                 | 4                  | 0                  | -           | -           | -           | 8      | 0      |
| 2021            | Tigre           | PBN             | 15         | 0          | CA              | 2               | 0               | -                  | -                  | -                  | -           | -           | -           | 17     | 0      |
| 2022            | Gimnasia (LP)   | PD              | 26         | 0          | CA+CdL          | 3+13            | 0               | -                  | -                  | -                  | -           | -           | -           | 42     | 0      |
| 2023            | Tigre           | PD              | 24         | 1          | CA+CdL          | 1+10            | 0               | CS                 | 8                  | 0                  | -           | -           | -           | 43     | 1      |
| 2024            | Tigre           | PD              | 24         | 1          | CA+CdL          | 1+14            | 0+1             | -                  | -                  | -                  | -           | -           | -           | 39     | 2      |
| Totale Tigre    | Totale Tigre    | Totale Tigre    | 99         | 5          |                 | 37              | 1               |                    | 13                 | 0                  |             | 1           | 0           | 150    | 6      |
| 2025            | Lanús           | PD              | 15         | 0          | CA              | 1               | 0               | CS                 | 5                  | 0                  | -           | -           | -           | 21     | 0      |
| Totale carriera | Totale carriera | Totale carriera | 163        | 5          |                 | 55              | 1               |                    | 18                 | 0                  |             | 1           | 0           | 237    | 6      |

## Palmarès

### Club

#### Competizioni nazionali
- Copa de la Superliga: 1

Tigre: 2019